# Dressed for Success
"Dressed for Success", skriven av Per Gessle, utkom 1988 och är den andra singeln från den svenska popduon Roxettes studioalbum Look Sharp! från samma år.

## Låtlistor
Släppt: 28 juni 1988 // HMV / 1363207
| - 7" Sida A 1. "Dressed for Success" Sida B 1. "The Voice" | - 12" Sida A 1. "Dressed for Success" (The Look Sharp! mix) Sida B 1. "Dressed for Success" (instrumental) 2. "Dressed for Success" (7" version) 3. "The Voice" |

Släppt: Oktober 1989 // / 1363522
- CDM

1. "Dressed for Success"
2. "Dressed for Success" (The Look Sharp! mix)
3. "The Voice"

Släppt: Oktober 1990 // EMI / EM 162
| - 7" Sida A 1. "Dressed for Success" Sida B 1. "The Voice" | - CD 1. "Dressed for Success" (single version) 2. "The Look" (Big Red Mix) 3. "Dressed for Success" (New Radio mix) 4. "The Voice" |

## Listplaceringar
| Lista (1988-1989) | Position |
| ----------------- | -------- |
| Australien        | 3        |
| Schweiz           | 2        |
| Nya Zeeland       | 36       |
| Sverige           | 2        |
| Österrike         | 6        |

### Fotnoter
1. ↑  ”Roxette”. Arkiverad från originalet den 24 augusti 2011. https://web.archive.org/web/20110824031633/http://www.roxette.se/discography.php. Läst 22 maj 2011.
2. ↑  ”Svensk mediedatabas”. http://smdb.kb.se/catalog/id/001486378. Läst 14 juni 2011.
3. ↑  ”Svensk mediedatabas”. http://smdb.kb.se/catalog/id/001486509. Läst 14 juni 2011.
4. ↑  Placeringar på den australiska singellistan
5. ↑  Placeringar på den schweiziska singellistan
6. ↑  ”Placeringar på den nyzeeländska singellistan”. Arkiverad från originalet den 20 december 2013. https://web.archive.org/web/20131220040626/http://charts.org.nz/showitem.asp?interpret=Roxette&titel=Dressed+For+Success&cat=s. Läst 21 maj 2010.
7. ↑  Placeringar på den svenska singellistan
8. ↑  Placeringar på den österrikiska singellistan